# Lythria sanguinaria
Lythria sanguinaria är en fjärilsart som beskrevs av Philogène Auguste Joseph Duponchel 1842. Lythria sanguinaria ingår i släktet Lythria och familjen mätare. Inga underarter finns listade i Catalogue of Life.